# Солнечная аратинга
Солнечная аратинга (лат. Aratinga solstitialis) — вид птиц из рода аратинги семейства попугаевых.

## Внешний вид
Длина тела 17—30 см; масса — 110—120 г. У птиц очень яркая жёлтая окраска. Лицо и брюхо оранжевые. Крылья и хвост зелёные. Ноги и окологлазное кольцо серые. Самца от самки практически невозможно отличить. Голос громкий и резкий.

## Распространение
Обитает в Гайане, на юго-востоке Венесуэлы и северо-востоке Бразилии.

## Образ жизни
Населяют светлые леса, пальмовые рощи, саванны. Вне сезона размножения попугаи собираются в стаи, в гнездовой период держатся парами или группами. Питаются плодами, овощами, орехами и т. д. Очень осторожные птицы, в природе их скорее можно услышать, чем увидеть. Самец и самка очень привязаны друг к другу. Большую часть времени они проводят вместе, чистят друг другу перья и вместе кормятся.

## Размножение
К размножению приступают в возрасте 4 лет. Гнездятся в дуплах деревьев, чаще всего пальмовых. В кладке 2—6 яиц. Самка насиживает их примерно 23 дня. Молодые покидают гнездо в возрасте 3 месяцев.

## Содержание
В Европу эта птица впервые ввезена в 1862 году (в Лондон). В неволе живут до 25—30 лет.